# Svjetionik Mlaka
Svjetionik Mlaka je svjetionik u gradu Rijeci.